# Jacobs Island
Jacobs Island ist eine Insel im Palmer-Archipel vor der Westküste der Antarktischen Halbinsel. Vor der Südwestküste der Anvers-Insel liegt sie zwischen den Hellerman Rocks und Laggard Island.
Das Advisory Committee on Antarctic Names benannte sie 1975 nach Lieutenant Commander Paul F. Jacobs von der United States Navy, Leiter der Palmer-Station im Jahr 1972.